# Перогуарда
Перогуарда (порт. Peroguarda; МФА: [pɨ.ɾu.ˈgwaɾ.dɐ]) — парафія в Португалії, у муніципалітеті Феррейра-ду-Алентежу. Розташована в південній частині країни, на теренах історичної португальської провінції Алентежу. Входить до складу округу Бежа. За адміністративним поділом, чинним до 1976 року, терени парафії були складовою провінції Нижнє Алентежу. Належить до Безької діоцезії Католицької церкви. Патрон — свята Маргарита. Площа — 36,3714 км². Населення — 364 ос. (2011). Слабо урбанізований регіон. Густота населення — 10,01 осіб/км²
. Код — 020805.

## Населення
| Кількість мешканців | Кількість мешканців | Кількість мешканців | Кількість мешканців | Кількість мешканців | Кількість мешканців | Кількість мешканців | Кількість мешканців | Кількість мешканців | Кількість мешканців | Кількість мешканців | Кількість мешканців | Кількість мешканців | Кількість мешканців | Кількість мешканців |
| ------------------- | ------------------- | ------------------- | ------------------- | ------------------- | ------------------- | ------------------- | ------------------- | ------------------- | ------------------- | ------------------- | ------------------- | ------------------- | ------------------- | ------------------- |
| 1864                | 1878                | 1890                | 1900                | 1911                | 1920                | 1930                | 1940                | 1950                | 1960                | 1970                | 1981                | 1991                | 2001                | 2011                |
| 548                 | 612                 | 585                 | 617                 | 650                 | 808                 | 764                 | 857                 | 975                 | 911                 | 609                 | 587                 | 483                 | 400                 | 364                 |